# Shimogyō, Kyōto
Shimogyō (下京区 Shimogyō-ku) là quận thuộc thành phố Kyōto, phủ Kyōto, Nhật Bản. Tính đến ngày 1 tháng 10 năm 2020, dân số ước tính của quận là 82.784 và mật độ dân số là 12.000 người/km2. Tổng diện tích của quận là 6,780 km2.